# Otto von Stetten

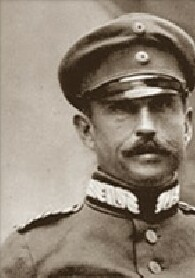
Otto von Stetten

Otto von Stetten (* 16. März 1862 in Bamberg; † 7. August 1937 in Schliersee) war ein bayerischer General der Kavallerie im Ersten Weltkrieg.

## Leben

### Familie
Otto war der Sohn des bayerischen Kammerjunkers Friedrich von Stetten und dessen Ehefrau Adele, geborene Hohe. Er hatte sich 1915 mit Marie, geborene Kaulbach, verwitwete Freifrau von Weinbach, einer Tochter des Malers Hermann Kaulbach, verheiratet.

### Militärkarriere
Stetten trat nach dem Besuch des Realgymnasiums am 1. Oktober 1879 als Vierjährig-Freiwilliger in das 3. Chevaulegers-Regiment „Herzog Karl Theodor“ der Bayerischen Armee in Dieuze ein, wurde am 18. März 1880 zum Portepeefähnrich ernannt und zum Sekondeleutnant am 29. April 1882 befördert. Von 1889 bis 1891 erfolgte seine Kommandierung an die Reitschule München. Im Anschluss absolvierte Stetten bis 1894 die Kriegsakademie, die er jedoch ohne besondere Qualifikation abschloss. In der Zwischenzeit war er am 25. März 1891 zum Premierleutnant befördert worden. Am 4. April 1895 wurde er für ein Jahr in den Generalstab kommandiert und die kommenden dreieinhalb Jahre verbrachte er an der Seite von Rupprecht von Bayern als dessen persönlicher Adjutant. Gemeinsam bereisten die beiden unter anderem den Nahen Osten, Indien, Japan und China. In dieser Funktion wurde Stetten am 7. November 1896 zum Rittmeister befördert. Als solcher übernahm er am 6. November 1899 eine Eskadron im 2. Chevaulegers-Regiment „Taxis“ in Regensburg. Als Nächstes wurde er am 13. September 1901 zum Generalstab der 2. Division nach Augsburg versetzt und am 28. Oktober 1902 zum Major befördert.
1904 ließ Stetten sich beurlauben und erhielt die Genehmigung, auf japanischer Seite am Russisch-Japanischen Krieg teilzunehmen, in dem er u. a. in der Schlacht von Mukden kämpfte. Die Stadtchronik von München vom 17. März 1904 weiß dazu Folgendes zu berichten: „Zur Teilnahme am russisch-japanischen Kriege wurde von Seiten des Generalstabes der bayerischen Armee der Major, im Generalstabe des 1. Armeekorps, Otto von Stetten entsendet. Derselbe trat heute seine Reise nach dem Osten bzw. nach dem Hauptquartier der japanischen Armee an“.
Nach Kriegsende kehrte Stetten am 17. September 1905 nach Bayern zurück und erhielt die Ernennung zum Chef des Generalstabes des I. Armee-Korps in München am 17. Oktober 1905. Als Oberstleutnant (seit 15. August 1906) erhielt er am 12. Juli 1908 das Kommando über 2. Schwere-Reiter-Regiment „Erzherzog Franz Ferdinand von Österreich-Este“ in Landshut und wurde kurz darauf am 12. August 1908 zum Oberst befördert. Am 26. März 1909 folgte die Ernennung zum Kommandeur der 5. Kavallerie-Brigade und ein Jahr später der 1. Kavallerie-Brigade. Nach der Beförderung zum Generalmajor am 16. Oktober 1911 wurde er im März 1912 zum Abteilungschef im Kriegsministerium und zum Staatsrat ernannt. Vom 18. März 1913 bis 1. August 1914 war er außerdem Inspekteur der Kavallerie und ersetzte in dieser Funktion Rudolf von Frommel. Am 17. Dezember 1913 erhielt er schließlich die Beförderung zum Generalleutnant.

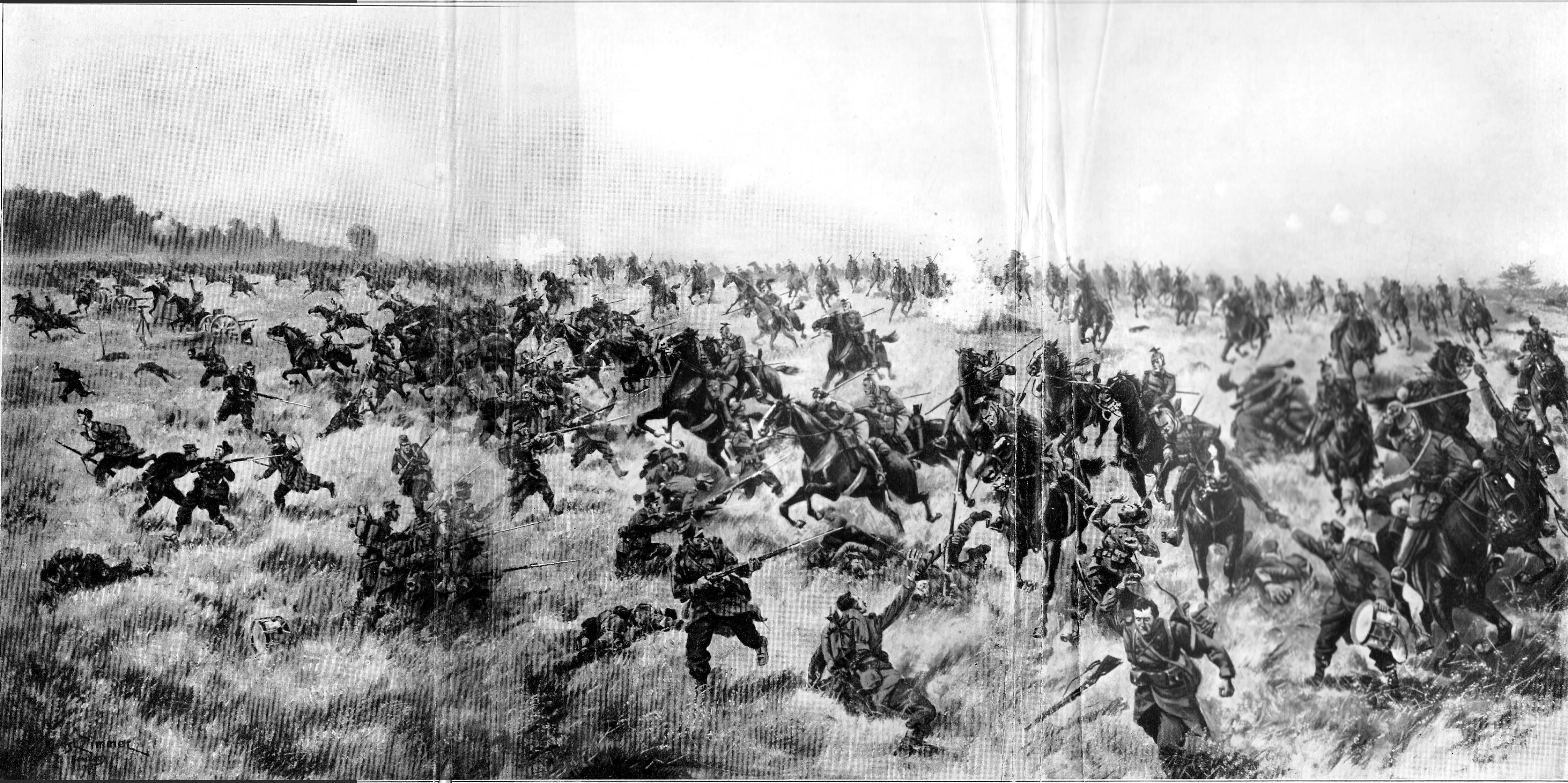
Die Bayerische Kavallerie-Division in der Attacke von Lagarde

Bei Ausbruch des Ersten Weltkriegs ernannte man Stetten Anfang August 1914 zum Kommandeur der Kavallerie-Division, einem Großverband der 6. Armee, die an der Westfront zum Einsatz kam. Bei den ersten Kampfhandlungen, dem Gefecht bei Lagarde, in das die Division bereits am 11. August verwickelt war, konnte durch Stetten ein erster Erfolg an der Westfront verbucht werden. Wenn auch die Ulanen der Division mit 235 gefallenen Offizieren und Mannschaften hohe Verluste zu verzeichnen hatten, konnte das Dorf im Angriff genommen werden. Eine Fahne, elf Geschütze, sechs Maschinengewehre konnten erbeutet und über 1400 Gefangene an diesem Tag gemacht werden. Zudem konnte man bei einem gefallen französischen Brigadegeneral einen Armeebefehl sicherstellen, der Aufschluss über den Gefechtsplan der Franzosen in Lothringen geben konnte. Die Attacke von Lagarde war die letzte erfolgreiche Kavallerieattacke im größeren Verbandsrahmen an der Westfront.
Im Oktober kämpfte die Division im Grenzraum von Nordfrankreich und Belgien und konnte bereits auf Hazebrouck vorrücken, als sie wegen anrückender britischer Truppen zurückgenommen werden musste. Stetten wurde am 11. Oktober 1914 mit dem Ritterkreuz des Militär-Max-Joseph-Ordens beliehen. Am 5. November 1914 folgte seine Versetzung und in Vertretung beauftragte man ihn mit der Führung des II. Armee-Korps. Am 10. November desselben Jahres gelang dem Korps in der Ersten Flandernschlacht die Einnahme von St. Eloi. Während der Schlacht an der Somme wurde die 3. Infanterie-Division stellenweise überrannt. Südöstlich von Martinpuich, am Rand des Foureaux-Waldes und nördlich von Combles hingegen konnte die 4. Infanterie-Division zusammen mit der preußischen 185. Infanterie-Division die seitwärts der Tanks vorgehenden britischen Sturmtruppen durch ihr Maschinengewehrfeuer aufhalten. Für seine Leistungen bei dieser Schlacht erhielt Stetten am 22. September 1916 den Orden Pour le Mérite.
Am 5. Januar 1917 übernahm Stetten als Kommandierender General das Korps und wurde am 17. Januar 1917 zum General der Kavallerie ernannt. Zu diesem Zeitpunkt unterstanden ihm dann die 3. Infanterie-Division unter Generalleutnant Wenninger und die 4. Infanterie-Division unter Generalmajor Franz von Bayern. Am Morgen des 21. Mai 1917 begann die 2. Britische Armee ein massives Bombardement mit über 2000 Geschützen, bei dem die Deutschen in Vorbereitung der Schlacht bei Messines ununterbrochen beschossen wurden. Dieses Bombardement hatte eine weitgehende Vernichtung der deutschen Verteidigungsanlagen zur Folge, diente Stetten aber andererseits als Warnung für den bevorstehenden Angriff. Dieser begann dann am 7. Juni mit der für die Deutschen völlig unvorhergesehenen Sprengung von 19 Minen unter den deutschen Stellungen. Die Detonation der Minen war das bis dahin am lautesten von Menschenhand erzeugte Geräusch und eine der größten nicht nuklearen Explosionen aller Zeiten. Durch diese Explosionen kamen bis zu 10000 Soldaten der 3. Infanterie-Division, für die Stetten auch Verantwortung trug, auf einen Schlag zu Tode. Unter Trommelfeuer aus allen Rohren, dem Einsatz von Giftgas und 72 Tanks konnte die Britische 2. Armee dann innerhalb von drei Stunden den Frontbogen einnehmen und mehrere tausend deutsche Soldaten gefangen nehmen. Nicht umsonst gilt die Schlacht bei Messines als erfolgreichste Offensive der Alliierten im Ersten Weltkrieg und war gleichzeitig die größte Niederlage für Stetten.
Während der anschließenden Dritten Flandernschlacht unterstand das Korps als Gruppe „Lille“ der 4. Armee am südlichen Frontabschnitt und konnte seine Stellungen halten. Bei der Vierten Flandernschlacht, auch bekannt als Schlacht von Armentières, konnte Stetten gemeinsam mit General der Infanterie Carlowitz die feindlichen Stellungsdivisionen schon im ersten Anprall aufreiben und bereits gegen 10 Uhr morgens die dritte feindliche Linie überall überschreiten. Gegen Abend konnte das rechte Flügelkorps Stettens nach Überschreiten des völlig verschlammten Trichterfeldes im Flankenstoß nach rechts Bois-Grenier nehmen, in Fleurbaix eindringen und bei Bac St. Maur den Zutritt zur Lys erstreiten. Dieses Gebiet konnten andere Einheiten dann als Ausgangsbasis für die Überschreitung des Flusses nutzen, während Teile des Korps „Stetten“ bei Pont Mortier mit dem Gegner in schwerem Kampf standen. Schließlich konnte das Korps in der Nacht zum 11. April einen weiteren Angriffsbogen um den Ostrand von Armentières nach Houplines geschlagen, was dann am Nachmittag dieses Tages zur erfolgreichen Einnahme der Stadt führte. Der erfolgreiche Ausgang der Schlacht von Armentières hat in wenigen Wochen den Geländeverlust in Flandern 1917 mehr als ausgeglichen und eine potentielle Grundlage für weiteres Vorgehen geschaffen. Die Alliierten mussten hohe Verluste in Form von rund 20000 Gefangenen, 400 Geschützen und tausenden von Maschinengewehren hinnehmen. Konrad Krafft von Dellmensingen löste Stetten am 18. April 1918 von seinem Kommando ab.
Er wurde daraufhin zu den Offizieren von der Armee überführt und am 12. Mai 1918 aus dem Militärdienst verabschiedet. Gleichzeitig ernannte ihn König Ludwig III. in Würdigung seiner Verdienste zum Kommandeur des Militär-Max-Joseph-Ordens.

### Nachkriegszeit
Nach dem Ende des Ersten Weltkriegs engagierte sich Stetten im 1921 gegründeten paramilitärischen Dachverband Bund Bayern und Reich, der damals stärksten paramilitärischen Vereinigung in Bayern. Als er jedoch 1926 dessen Vorsitzender wurde, hatte der Bund, der enge Kontakte zur Reichswehr pflegte, seinen Zenit bereits überschritten.

## Ehrungen und Auszeichnungen
Eine Kaserne auf dem Oberwiesenfeld in München erhielt in Anerkennung seiner militärischen Verdienste 1938 seinen Namen. Außerdem war Stetten Inhaber folgender Orden und Ehrenzeichen:
- Offizierskreuz des Ordens der Aufgehenden Sonne am 19. Februar 1906
- Komtur des Verdienstordens der Bayerischen Krone 1913[3]
- Verdienstorden vom Heiligen Michael IV. Klasse mit der Krone und Schwertern
- Roter Adlerorden II. Klasse
- Preußischer Kronenorden IV. Klasse
- Eisernes Kreuz II. Klasse am 13. Oktober 1914
- Eisernes Kreuz I. Klasse am 14. November 1914
- Großkreuz des Militärverdienstorden mit Schwertern am 21. Oktober 1915
- Großkreuz des Albrechts-Ordens mit Schwertern am 28. Oktober 1915